# Cardon Law
Der Cardon Law ist ein Hügel der Moorfoot Hills. Er liegt nahe dem Westrand der Hügelkette. Seine 588 m hohe Kuppe befindet sich in der schottischen Council Area Scottish Borders. Der Cardon Law besitzt noch drei flachere Nebenkuppen namens Lamb Law, Whiteside Edge und Longcote Hill, die 554 m, 547 m beziehungsweise 543 m hoch sind.
Der Cardon Law erhebt sich rund fünf Kilometer nördlich von Peebles und vier Kilometer südöstlich von Eddleston. Seine Hänge sind als Teil des Glentress Forests teilweise bewaldet. Die Schartenhöhe des Cardon Law beträgt 80 Meter.

## Umgebung
Entlang seiner Nord- und Ostflanken verlaufen die Quellbäche des Leithen Waters, die teils am benachbarten Bowbeat Hill entspringen. An der Südflanke entspringt der bei Peebles in den Tweed mündende Soonhope Burn. Nordwestlich grenzt der Hog Hill an; östlich der Totto Hill.